# Exocitosi

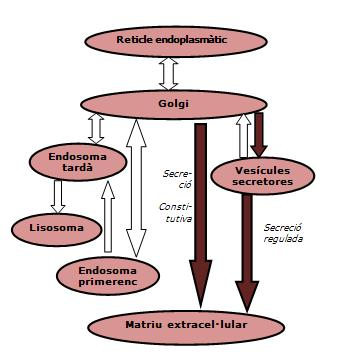
Exocitosi: via regulada i via constitutiva

L'exocitosi, és el procés  cel·lular mitjançant el qual la cèl·lula secreta soluts cap a l'exterior cel·lular. Es tracta del procés invers a l'endocitosi, és a dir l'evaginació de part de la membrana plasmàtica per a formar una vesícula a l'exterior cel·lular. En l'exocitosi, la membrana es replega en una zona determinada, es forma una protuberància que inclou allò que ha de ser secretat o expulsat a l'exterior cel·lular i seguidament pateix una constricció escanyament en la seva base fins a esdevenir una vesícula independent de la membrana plasmàtica cel·lular. Aquesta vesícula, en tant que prové de la membrana plasmàtica, està constituïda per una doble membrana lipídica i engloba macromolècules com hormones i altres proteïnes, substàncies de rebuig, etc al seu interior. El més habitual és que l'inici d'aquesta via sigui el trans Golgi, lloc de classificació de la majoria de les proteïnes. Per aquest motiu, les vesícules formades al Golgi, i que contenen proteïnes i lípids de membrana, es fusionen amb la membrana plasmàtica de la cèl·lula, que compensa la part de membrana que perd amb l'exocitosi.

## Tipus d'exocitosi

La imatge mostra de manera esquematitzada les dues vies exocítiques: constitutiva i regulada. Es pot veure com en la constitutiva la vesícula es fusiona amb la membrana plasmàtica sense necessitat d'un senyal, participant en la biogènesi de la membrana; mentre que la vesícula que es produeix en la secreció regulada necessita un estímul per fusionar-se i alliberar el seu contingut a la matriu extracel·lular.

En les cèl·lules es duen a terme dos tipus diferents de vies de secreció. La primera via és la constitutiva, que és pròpia de totes les cèl·lules i es dona per defecte. La segona, en canvi, és més comuna en cèl·lules especialitzades en la secreció, i segueix uns mecanismes diferents. Malgrat la diferència significativa entre totes dues, tenen un origen comú que és l'aparell de Golgi. Ambdós tipus de vesícules es formen per gemmació al trans Golgi i, justament allà, és on es classifiquen i marquen els seus diferents destins.
Al trans Golgi es poden diferenciar tres rutes: la destinada a lisosomes (proteïnes amb un senyal manosa-6-fosfat en el cas de les hidrolases lisosomals, que primer arriben als endosomes tardans i aquests acaben donant lloc als lisosomes) i les constitutiva i regulada, esmentades anteriorment. En el cas de la secreció regulada es creu que les proteïnes també tenen un senyal, semblant a les proteïnes lisosomals, que les porta a formar aquestes vesícules especials. Aquelles proteïnes que no porten cap senyal per retornar al reticle endoplasmàtic i que tampoc van a parar a la secreció regulada o als lisosomes, es transporten, doncs, directament a la membrana, constituint la ruta per defecte.

### Via constitutiva
La ruta constitutiva o per defecte es troba a totes les cèl·lules, ja siguin especialitzades en secreció o no, ja que és necessària per a la comunicació i manteniment de la cèl·lula. Aquest transport és continu i no regulat, no necessita senyals externs per donar-se a terme. En aquesta via s'engloben tant els processos que van cap a la matriu extracel·lular com aquells que van a parar d'uns orgànuls a uns altres. La importància d'aquesta ruta és que aporta a la membrana plasmàtica proteïnes i lípids nous, que s'acaben de sintetitzar, i així manté l'equilibri de la membrana i evita que perdi volum a causa de la constant endocitosi. Alguns exemples d'aquesta secreció constitutiva són l'alliberament de col·lagen que fabriquen els fibroblasts o d'anticossos per part dels limfòcits B activats.

### Via regulada
La ruta de secreció regulada, a diferència de la constitutiva, no la trobem a totes les cèl·lules, ja que és més freqüent en aquelles cèl·lules especialitzades en secreció de productes com hormones, neurotransmissors en el cas de les neurones, enzims, etc. Aquesta via rep el nom de regulada, ja que les vesícules formades en el Golgi viatgen fins a la membrana plasmàtica però sense fusionar-se, és a dir, es queden molt a prop, fins que reben un senyal o estímul (és molt habitual que aquests senyal sigui un increment de la concentració de Ca2+ lliure al citosol) que definitivament les fa fusionar amb la membrana plasmàtica i abocar a l'exterior el seu contingut. Aquest procés en què les vesícules entren en contacte estret amb la membrana però no arriben a fusionar-se rep el nom de docking.
Les vesícules de secreció segueixen unes transformacions diferents a les que componen la ruta constitutiva tal com s'explica en el punt 4: vesícules de secreció.
Alguns exemples d'aquesta secreció regulada són l'alliberament d'insulina a la sang en cèl·lules-β del pàncrees, quan els nivells de glucosa en sang són elevats; o l'alliberament de neurotransmissors.

La secreció regulada queda clarament il·lustrada en aquest exemple de l'alliberament de insulina, que depèn de la concentració de glucosa. Elevades concentracions de sucre en sang són l'estímul necessari per activar tot un mecanisme a l'interior cel·lular que porta a la despolarització dels canals de calci, augmentant d'aquesta manera la concentració de Ca^{2+} al citosol i permetent així, que les vesícules que contenen insulina es fusionin amb la membrana i alliberin el seu contingut a fora.

## Cicle endocític-exocític: equilibri de membrana

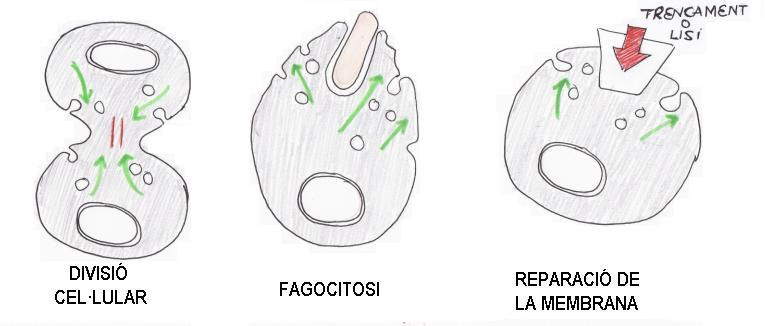
Aquestes són tres situacions que donen lloc a una exocitosi massiva, on la cèl·lula no manté l'equilibri endocític-exocític, ja que té la necessitat de generar més membrana, d'augmentar el volum.

Endocitosi i exocitosi són dos processos continus en les cèl·lules. Això no obstant, en condicions fisiològiques les cèl·lules mantenen el seu volum i l'àrea de superfície intacta. Aquest fenomen és possible gràcies al fet que aquestes dues rutes es complementen i tota la membrana que es perd en l'endocitosi es torna a guanyar amb l'exocitosi. Parlem, doncs, d'un equilibri entre l'entrada i la sortida.
Cal fixar-se en què hem utilitzat el terme “condicions fisiològiques” per parlar d'aquest equilibri, i el motiu és que en determinats moments la cèl·lula no busca mantenir el volum sinó que ha d'augmentar-lo o al contrari disminuir-lo. Tres situacions que donen lloc a l'exocitosi serien la divisió cel·lular, la fagocitosi o el trencament de part de la cèl·lula. Després d'aquestes situacions la cèl·lula necessita augmentar massivament la seva membrana, ja que n'ha perdut molta i té lloc més exocitosi que endocitosi, trencant aquest equilibri.

## Mecanismes moleculars de l'exocitosi
Independentment del tipus de ruta seguida i de la forma o contingut de les vesícules, les bases de l'exocitosi-primerament fissió i finalment fusió de membranes són reaccions que depenen d'uns complexos moleculars formats per diversos tipus de proteïnes amb un alt nivell organitzatiu. L'exocitosi, igual que passa amb l'endocitosi, és un transport unidireccional, i és gràcies a aquests motiu pel qual existeixen els diferents orgànuls. La base d'aquest transport unidireccional es troba en una despesa d'energia química per part de la cèl·lula, que pot induir a un transport en una única direcció, en contra del gradient de concentració. Aquest gast d'energia el podem trobar, per exemple, per produir un canvi en la forma de la proteïna transportada en arribar a l'orgànul diana, mitjançant la hidròlisi d'ATP o GTP, i evitant així que retorni a l'orgànul origen. Si no tingués lloc aquesta estratègia, la tendència natural a l'equilibri faria que les molècules i proteïnes arribessin a l'equilibri en tots els orgànuls i per tant, s'eliminarien les diferències.

### Estructures i molècules implicades
La major part de les vesícules implicades en el transport estan recobertes de proteïnes específiques.

#### Vesícules de clatrina
Trobem diversos tipus de vesícules revestides de clatrina. D'una banda, les vesícules que es formen al trans Golgi i tenen com a destí els lisosomes, són recobertes de clatrina. Paral·lelament, les proteïnes que han de ser alliberades per secreció regulada també s'empaqueten inicialment en vesícules de clatrina. També trobem aquest revestiment de clatrina en l'endocitosi.

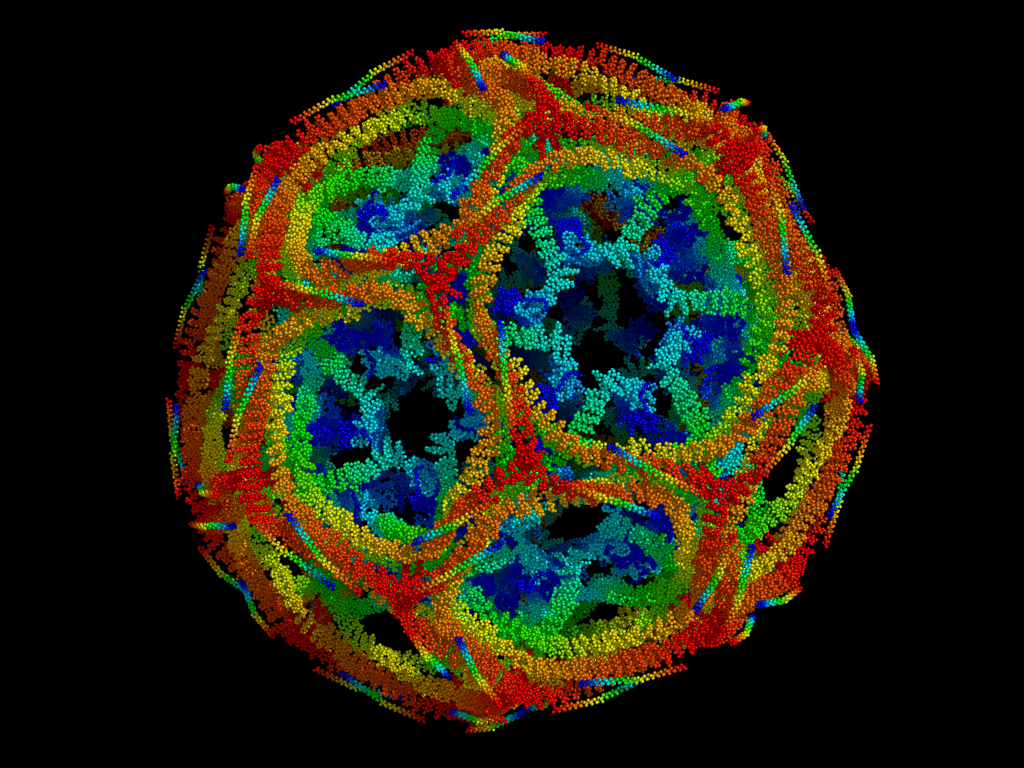
Complex de clatrina. Com es veu té una característica forma originada a partir de pentàgons i hexàgons.

La clatrina és una proteïna formada per l'enllaçament de diversos trisquelions, proteïnes formades per tres subunitats lleugeres i tres de pesades. Aquests trisquelion s'uneixen formant una estructura similar a una cistella convexa de pentàgons i hexàgons. Altre component essencial en aquest tipus de vesícules són les adaptines, necessàries per al revestiment de la vesícula. Les adaptines tenen dues funcions principals que són primerament, una forta unió dels complexos de clatrina a la membrana de la vesícula i segon, atreure i “atrapar” receptors transmembrana al domini on hi ha la coberta, per tal que les proteïnes cargo siguin empaquetades i formin la vesícula.
Un tercer component important és la dinamina, una proteïna citosòlica GTPasa que en forma inactiva (GDP-dinamina) es troba al citosol i en forma activa (GTP-dinamina) realitza l'estrangulament de la vesícula i, per tant, la seva separació de la membrana origen. Quan les vesícules recobertes de clatrina s'independitzen de la membrana perden ràpidament la coberta, un despreniment mediat per proteïnes com xaperones (familia Hsp70) o auxilines, que hidrolitzen ATP per dur a terme la seva funció. Aquestes vesícules, ara nues, patiran un procés d'acidificació gràcies a bombes de protons de la membrana; això comportarà un nou gast energètic i implicarà un major grau de condensació de les proteïnes de l'interior.

#### Vesícules de COP I
Es creu que les vesícules recobertes de coatòmetre (existeixen dos tipus: COPI i COPII, en el cas a tractar fem esment del primer) estan implicades en el transport constitutiu, és a dir, la ruta per defecte. El coatòmetre està format per set subunitats proteiques i també fa ús de les adaptines. Aquestes cobertes necessiten energia química (ATP) per poder recobrir la vesícula, i el dessensamblatge es produeix en arribar a la membrana diana.
La proteïna implicada en l'activitat d'aquesta coberta és l'anomenada ARF, una GTPasa.

### Transport i fusió a la membrana
Perquè el transport vesicular sigui efectiu, segueixi la ruta que segueixi, ha de ser molt específic i selectiu. Així, es creu que el mecanisme que assegura aquesta especificitat són unes proteïnes anomenades 

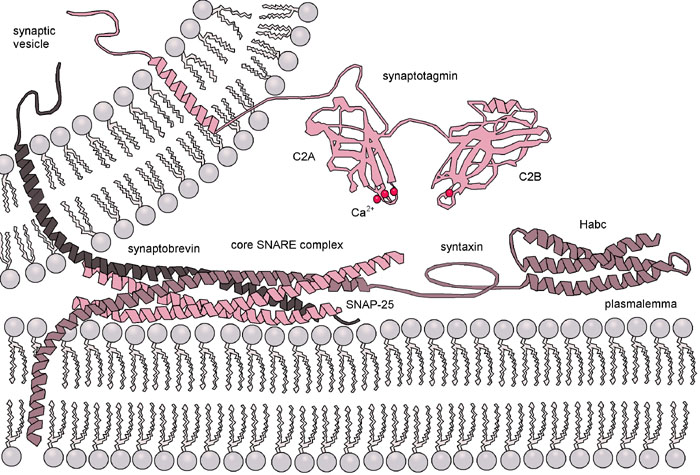
Es pot observar l'estreta unió d'unes v-SNARE de la vesícula amb les complementàries t-SNARE de la membrana diana.

SNARE: v-SNARE, que es troben a la membrana de la vesícula i t-SNARE, que es troben a la membrana diana. Així, existeixen grups complementaris de SNARE que fan possible que la vesícula es fusioni en el lloc correcte. Aquest procés està controlat per proteïnes Rab, de nou unes proteïnes GTPasa, que controlen una complementarietat correcte de les SNARE. Existeixen diversos tipus, un per cada orgànul concret. Les Rab-GTP estan unides a la coberta de les vesícules fins que es produeix la hidrolisi del GTP i la Rab-GDP s'allibera al citosol, permetent la fusió de la vesícula.
Cal diferenciar entre unió i fusió. La fusió necessita una aproximació encara més estreta. La fusió no es produeix instantàniament quan les v-SNARE i les t-SNARE entren en contacte; en el procés de fusió s'ha de perdre l'aigua que queda entre la vesícula i la membrana diana. Una vegada es treu aquesta aigua, el procés de fusió és caracteritzat per diverses fases on intervenen proteïnes NSF i SNAP.

## Vesícules de secreció

### Concepte general
Determinades cèl·lules tenen la capacitat de secretar productes, a més de per la via constitutiva, per una altra ruta que implica rebre un senyal des de l'exterior per activar la secreció. Parlem de cèl·lules especialitzades que concentren i emmagatzemen proteïnes i altres substàncies en vesícules de secreció que surten de la xarxa del trans Golgi. Aquestes vesícules també es coneixen amb el nom de “grànuls de secreció” o “vesícules de nucli dens”, i aboquen el seu contingut a l'exterior de la cèl·lula en resposta a un determinat estímul. La presència d'un senyal és la característica principal d'aquest tipus d'exocitosi anomenada ruta de secreció regulada.
Les vesícules de secreció concentren proteïnes denominades proteïnes de secreció que queden emmagatzemades de tal manera que formen agregats. Tot i que no se sap amb certesa el motiu d'aquests agregats, sembla que les proteïnes destinades a les vesícules de secreció tenen en comú una zona senyal o seqüència. Aquesta suposició s'extreu del fet que si un gen que codifica proteïnes és expressat en una altra cèl·lula secretora que no en forma, aquestes s'empaqueten igual i són secretades a l'exterior. Això només s'explica si s'entenen les seqüències comunes de classificació de les proteïnes.

### Formació i maduració de les vesícules
Les proteïnes es concentren i formen els agregats que són envoltats per la membrana de la xarxa del trans Golgi formant així vesícules cobertes de clatrina. Aquestes primeres vesícules són immadures i tenen un aspecte de cisterna de la xarxa del trans Golgi. La maduració d'aquestes vesícules de secreció es duu a terme a partir d'una acidificació del medi, gràcies a les bombes d'H+ a la membrana, i a una major concentració de les proteïnes a conseqüència de la recuperació de la membrana cap a la xarxa del trans Golsi, ja que és reciclada. Aquest reciclatge és important per a retornar components al complex de Golgi a través de les vesícules recobertes de COP I.

#### Processament proteolític
En alguns casos les proteïnes de secreció, a més de quedar concentrades a la vesícula, passen per un procés proteolític durant el seu empaquetament. Dins la vesícula poden patir diversos canvis, com per exemple, la formació de diverses hormones a partir de la mateixa proteïna. Moltes hormones polipeptídiques, neuropèptids i enzims hidrolítics se sintetitzen com a precursors inactius i no s'activen fins que arriben a la vesícula de secreció o fins que han estat secretats a fora de la cèl·lula. En el cas dels enzims hidrolítics, és important alentir l'activació perquè s'evita que puguin actuar a l'interior de la cèl·lula i que puguin causar-li danys. Aquesta hidròlisi es pot iniciar a la xarxa del trans Golgi i pot continuar a l'interior de les vesícules de secreció o fins i tot després de ser secretades les proteïnes, com és el cas de molts polipètids, als quals s'elimina la seqüència N-terminal quan són secretats, formant la proteïna madura.

### Docking
A diferència de la via constitutiva en què les vesícules es fusionen directament amb la membrana plasmàtica, a la via regulada les vesícules de secreció no secreten el contingut fins que reben un estímul, i aquest és el motiu pel qual no es fusionen directament amb la membrana sinó que es queden prop de la membrana plasmàtica, en un contacte molt estret, sense arribar a fusionar-se. Aquest procés és el que es coneix com a Doking. Quan es rep el senyal la vesícula es fusiona amb la membrana i secreta les proteïnes. Aquest senyal normalment és un missatger químic, com les hormones, que s'uneix a uns receptors de membrana, els activen i es produeixen senyals intracel·lulars. Sovint provoquen un increment en la concentració de Ca2+ lliure al citosol.
Aquest procés es dona a les cèl·lules nervioses, entre d'altres. L'entrada d'ions de calci com a resposta al potencial d'acció, resultat de la unió d'un transmissor químic als receptors cel·lulars, provoca que aquests ions s'uneixin a sensors específics i s'activi la fusió de les vesícules sinàptiques amb la membrana. A les cèl·lules pancreàtiques, les vesícules carregades d'insulina també esperen rebre un estímul per secretar el contingut, el qual ve donat quan s'incrementa la concentració de glucosa a la sang. És doncs davant aquest canvi en la concentració de glucosa l'estímul que activa la secreció, i per tant, és el moment en què les vesícules es fusionen i alliberen la insulina fora de la cèl·lula.

## Vesícules sinàptiques
Les vesícules sinàptiques són un tipus específic de vesícules de secreció regulada que es formen en les cèl·lules nervioses (i en algunes cèl·lules endocrines). Aquestes vesícules són més petites que les altres (amb un diàmetre aproximat de 50nm) i tenen un origen diferent. Les vesícules sinàptiques participen en la sinapsi química, que té lloc entre les unions estretes entre dues neurones per comunicar, mitjançant neurotransmissors, una neurona amb una altra. En les cèl·lules endocrines el procés es dona en comunicacions locals. 

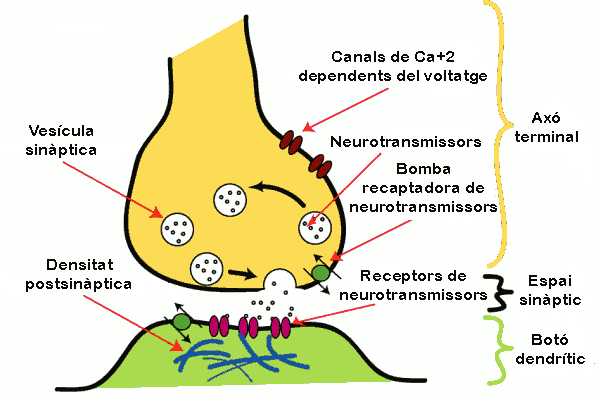
Procés de sinapsi.

L'origen d'aquestes vesícules és diferent de les altres vesícules i, per tant, no es formen al Golgi. Aquestes vesícules carregades de neurotransmissors són resultat d'un complex procés que inclou endocitosi i exocitosi. Així, primerament, del trans Golgi emergeixen vesícules buides de contingut que es fusionen amb la membrana plasmàtica seguint la ruta constitutiva. A la membrana descarreguen components com transportadors especialitzats en la captació de neurotransmissors del citosol. Seguidament, es produeixen vesícules secretores que incorporen a la seva membrana aquests components, es transfereixen als endosomes i d'aquí es formen de nou per gemmació les vesícules sinàptiques. Aquestes vesícules es carreguen de neurotransmissors al citosol (ja que són proteïnes tan petites que se secreten directament al citoplasma). Neurotransmissors com l'acetilcolina, glutamat i GABA (aminobutíric). Finalment, les vesícules sinàptiques segueixen la secreció regulada i esperen un senyal per alliberar-se a l'espai sinàptic.
Aquest senyal que estimula l'alliberament és la formació d'un potencial d'acció al terminal nerviós. Aquest potencial d'acció no és més que una descàrrega elèctrica que viatja a través de la membrana cel·lular i que troba el seu origen en un canvi molt ràpid en la polaritat de la membrana. Aquest corrent elèctric es propaga gràcies a l'existència de canals iònics, que permeten el pas d'ions de sodi i potassi. El pas dels ions fa crear uns gradient químic i elèctric oposats, en l'interior i l'exterior de la cèl·lula.

## Cèl·lules polaritzades

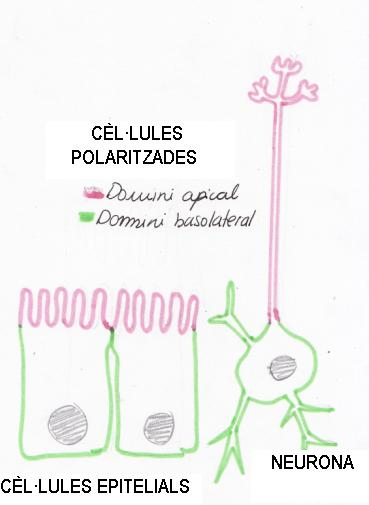
Les cèl·lules epitelials i nervioses són possiblement els exemples més clars de polaritat, diferenciant dos dominis: apical (rosa) i basolateral (verd)

S'anomenen cèl·lules polaritzades aquelles que tenen dos o més dominis de membrana diferenciats per components específics i per ser dianes de vesícules secretores vàries. La majoria de les cèl·lules dels teixits ho són. En aquestes cèl·lules existeixen uns mecanismes de transport intracel·lular especialitzats en què intervenen diferenciacions de l'exocitosi, per mantenir les diferències entre els dominis de membrana.

### Cèl·lules epitelials i cèl·lules nervioses
Les cèl·lules del teixit epitelial són un dels exemples més clars de polarització cel·lular.Tenen un domini apical, que dona a una cavitat interna o al món extern i que sovint té estructures especialitzades com cilis o microvillis, i un domini basolateral, que comprèn la resta de la cèl·lula. Aquests dominis estan separats per un anell d'unions estretes, unes estructures en què hi participa el citoesquelet i diferents proteïnes i altres molècules.
Les cèl·lules del sistema nerviós, les neurones, també estan polaritzades. La part de la membrana plasmàtica de l'axó i terminals nervioses estan especialitzades a rebre senyals d'altres neurones, mentre que la soma i les dendrites ho estan a rebre'n, i per això els diferents dominis necessiten tenir una composició diferent. Els mecanismes de transport que utilitzen per incorporar les diverses proteïnes de forma específica a cada tipus de membrana són els mateixos que utilitzen les cèl·lules epitelials.

Neurona.

### Transport transcel·lular: transcitosi
En les cèl·lules polaritzades, en general els components són dirigits selectivament a cada domini cel·lular. D'aquesta manera, les cèl·lules necessiten mecanismes per dirigir vesícules amb determinades molècules cap a diferents dominis de membrana, procés que rep el nom de transcitosi Això no obstant, la diferència en la composició dels dominis no està només basada en un repartiment especialitzat de cada molècula, sinó que en moltes situacions tots els lípids i proteïnes són incorporats arreu de la membrana per atzar. Posteriorment són establerts en determinades regions i eliminats selectivament d'altres.
Estudis d'aquest fenomen foren comprovats quan en un cultiu de cèl·lules epitelials va observar-se que les molècules sintetitzades i transportades seguien una mateixa via de transport indiferentment del seu destí final fins a la cisterna trans del Golgi, i que era allà on es distribuïen seguint els diferents mètodes de transport vesicular, enviades al domini de membrana apropiat.
La membrana apical d'aquestes cèl·lules és molt rica en glucoesfingolípids i en proteïnes de membrana unides per un ancoratge GPI (glucosilfosfatidilinositol), que contribueixen a la protecció d'enzims digestius i baix pH en llocs com l'intestí i l'estómac. Després de diversos experiments es va arribar a la conclusió que si s'unia una proteïna pròpia de la membrana basolateral a un ancoratge GPI mitjançant la tècnica del DNA recombinant, aquesta era dirigida a la membrana apical. Pel que fa a les proteïnes de membrana pròpies de la membrana basolateral, s'ha observat que contenen senyals a la part citoplasmàtica de la cadena d'aminoàcids que són reconegudes per proteïnes adaptadores de la coberta que les empaqueten en la cisterna trans del complex de Golgi. Aquests senyals són els mateixos que s'utilitzen per reciclar les proteïnes a la membrana basolateral un cop ha estat endocitada.